# Lago Toews
O Lago Toews é um lago localizado a cerca de 95 km ao norte de Flin Flon, Manitoba, Canadá, perto da fronteira das províncias de Manitoba e Saskatchewan.

## Descrição
Este lago tem cerca de 2,4 km de comprimento por 1,6 km de largura e O seu nome actual foi-lhe atribuído após a participação no campeonato de hóquei no gelo do jogador de Winnipeg, de origem nativa, Jonathan Toews em 2010, isto após seu sucesso na Temporada 2009-10 da NHL e nos Jogos Olímpicos de Inverno de 2010, onde ajudou a ganhar uma medalha de ouro para o Canadá, a Copa Stanley para o Chicago Blackhawks, e recebeu o Troféu Conn Smythe como o jogador mais valioso nos Playoffs da Stanley Cup 2010.
Foi Greg Selinger, Primeiro Ministro de  Manitoba, quem presenteou Toews com o certificado de nomeação do lago com as palavras: "Nós pensamos em nomear o lago depois das vitórias, até porque Manitoba tem 100.000 lagos".